# Єврейська громада Конотопа
Євре́йська грома́да Коното́па — єврейська громада міста Конотоп Сумської області.

## Історія громади
Перші ознаки присутності єврейської громади в місті датуються XVIII століттям. З цього періоду релігійна юдейська символіка присутня на гербі міста. Перші відомі документальні згадки датуються XIX століттям. В місті проживало всього декілька євреїв.
У 1847 році в Конотопі мешкав 521 єврей.
За даними 1861 року у Конотопському повіті мешкало 1206 євреїв.
Чисельність громади у 1897 році становила 4425 чоловік. На той момент — 25,3 % населення міста. В місті існували 4 спеціальні юдейські початкові школи (хедери) 3 для хлопчиків і одна для дівчаток. Кожна з шкіл для хлопчиків була розрахована на 13 дітей. Школа для дівчаток — на 25 дітей. У місті знаходились три синагоги та училище Толмуд Тора.
Під час Другої світової війни громада розпалася через військові дії, окупацію міста та переслідування на національному підґрунті.
Відновлення єврейської громади Конотопа відбулося після проголошення Незалежності України.
23 жовтня 1993 року було створено товариство «Лебн», метою якого стало об'єднання усіх представників єврейської національності міст Конотоп. Першим керівником товариства став Григорій Ізраїльович Айзенштат.

## Єврейські організації міста
- Товариство «Лебн»
- Юдейський релігійний центр
- Єврейський общинний центр Естер